# Campeonato Baiano 1914
In 1914 werd het tiende Campeonato Baiano gespeeld voor voetbalclubs uit de Braziliaanse staat Bahia. De competitie werd gespeeld van 7 juni tot 1 november en werd georganiseerd door de FBF. Internacional werd kampioen. 

## Eindstand
| Plaats | Club                   | Wed. | W | G | V | Saldo | Ptn. |
| ------ | ---------------------- | ---- | - | - | - | ----- | ---- |
| 1.     | Internacional          | 7    | 7 | 0 | 0 | 8:1   | 14   |
| 2.     | Fluminense de Salvador | 7    | 4 | 2 | 1 | 7:3   | 10   |
| 3.     | Ypiranga               | 8    | 3 | 3 | 2 | 3:3   | 9    |
| 4.     | Sul América            | 8    | 2 | 1 | 5 | 6:9   | 5    |
| 5.     | Brasileiro             | 8    | 0 | 0 | 8 | 3:11  | 0    |

|  | Kampioen |

## Kampioen
| Campeonato Baiano de 1914 |
| ------------------------- |
| INTERNACIONAL 1º Titel    |